# 德拉吉莎·茨维特科维奇
德拉吉莎·茨維特科維奇（1893年1月15日—1969年2月18日）是一位南斯拉夫王國政治人物。曾于1939年至1941年擔任南斯拉夫王國總理。

## 生平
它通過與克羅埃西亞人領袖弗拉德科·马切克簽訂的茨維特科維奇馬切克協議建立了克羅地亞省，從而促進了南斯拉夫地區的聯邦化進程。他于1941年3月25日簽署三方公約，使得南斯拉夫成爲軸心國。然而兩天之後（即3月27日），一群軍官發動政變，逮捕了茨維特克維奇以及其他政府部長。塞爾維亞救國政府將其兩次逮捕並帶入班吉卡集中營。他于1944年9月4日逃往保加利亞，晚年在巴黎度過餘生。
2009年9月25日，茨維特克維奇的家鄉尼什的地區法院撤銷了南斯拉夫政府于1945年對其的指控，正式爲其平反昭雪。